# Acidente de helicóptero em Varzaqan em 2024
O acidente de helicóptero em Varqazan ocorreu em 19 de maio de 2024, quando um helicóptero Bell 212 caiu em Varzaqan, no Irã, a caminho de Tabriz. O helicóptero transportava o presidente iraniano Ebrahim Raisi, o ministro das Relações Exteriores Hossein Amir-Abdollahian, o governador do Azerbaijão Oriental, Malek Rahmati, e o representante do Líder Supremo no Azerbaijão Oriental, Mohammad Ali Ale-Hashem. Todos morreram.
O incidente ocorreu enquanto a aeronave passava pela província iraniana do Azerbaijão Oriental, perto da cidade de Jolfa, situada na fronteira com o Azerbaijão. A TV estatal iraniana relatou que as operações de resgate estavam enfrentando dificuldades devido ao denso terreno florestal, agravado por condições climáticas adversas, como chuvas fortes, neblina e ventos fortes. Para ajudar na busca pelo helicóptero, foram mobilizados drones, equipes de busca e resgate e cães especialmente treinados.
Em 21 de agosto de 2024, o relatório preliminar de agência de segurança revelou que o acidente de helicóptero foi causado pelas más condições climáticas e pela incapacidade de a aeronave suportar o peso que carregava.
Em 1 de setembro, o comitê especial de investigação iraniano informou que o acidente de helicóptero foi causado pelo mau tempo. O relatório final sobre o incidente, divulgado no mesmo dia, diz que as condições climáticas no local no momento do incidente incluíam neblina espessa.

## Antecedentes

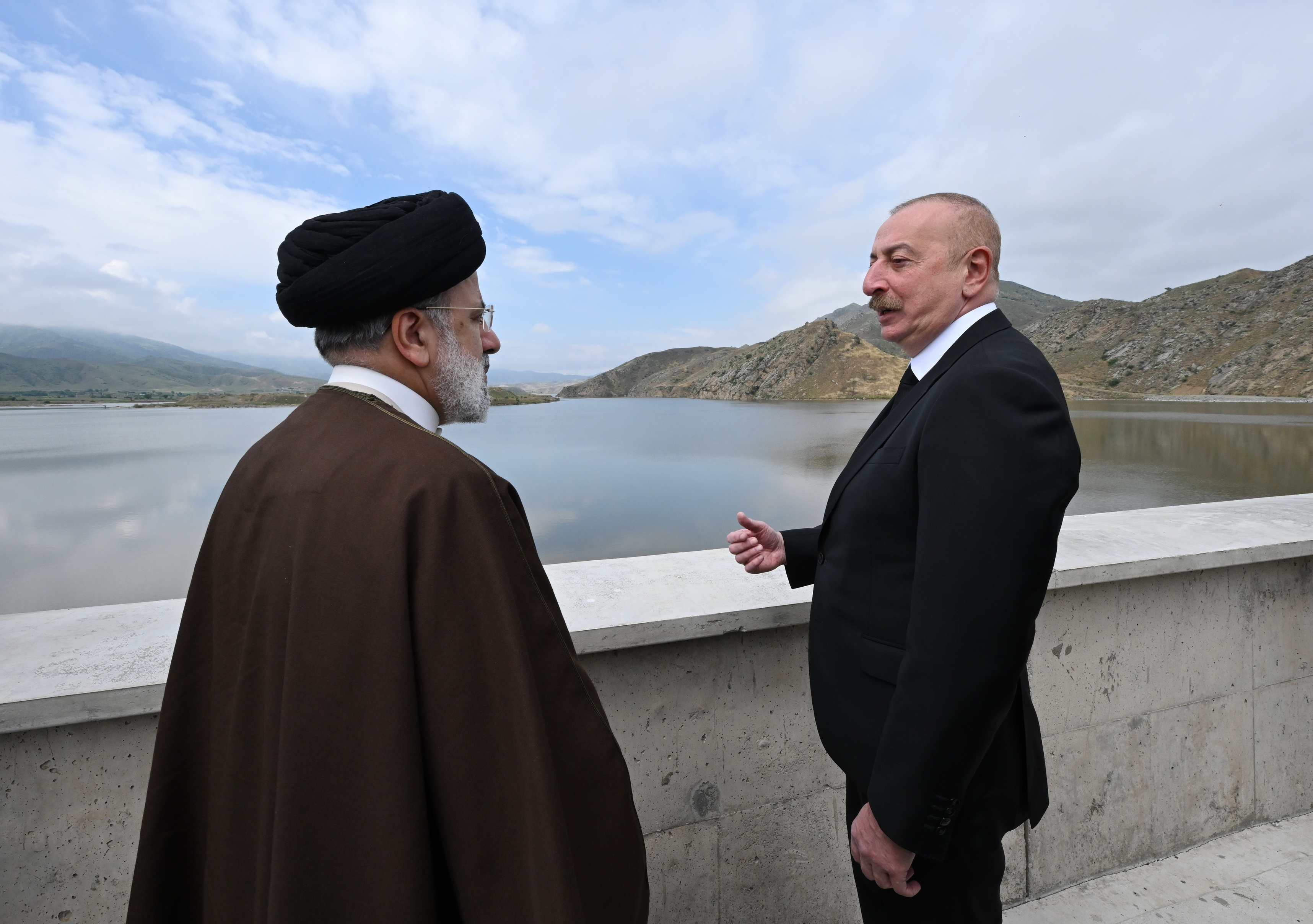
Raisi (esq.) com Aliyev na fronteira Azerbaijão–Irão no dia do acidente

Nas horas iniciais de 19 de maio, Raisi esteve no Azerbaijão para inaugurar a barragem de Qiz Qalasi, ao lado do presidente Ilham Aliyev. Esta barragem marca o terceiro projeto colaborativo entre o Irã e o Azerbaijão no rio Arax.
De acordo com a lei iraniana, em caso de morte do presidente, o primeiro vice-presidente, atualmente Muhammad Mukhbar, o substitui temporariamente, e a eleição deve ser realizada dentro de seis meses.

## Acidente
Após o evento de Giz Galasi, um helicóptero transportando Raisi, o ministro dos Negócios Estrangeiros Hossein Amir-Abdollahian, o governador do Azerbaijão Oriental Malek Rahmati e o representante do Líder Supremo no Azerbaijão Oriental Mohammad Ali Ale-Hashem partiram com outros dois helicópteros em um comboio para Tabriz. Aproximadamente às 13h30 IRST (UTC+3:30), o helicóptero que transportava Raisi caiu logo depois que alguns passageiros fizeram uma chamada de emergência. O Ministro da Energia, Ali Akbar Mehrabian, e o Ministro da Habitação e Transportes, Mehrdad Bazrpash, que viajavam nos outros dois helicópteros, chegaram posteriormente em segurança.
Relatos conflitantes afirmam que o helicóptero caiu perto de Jolfa ou a leste da vila de Uzi. A localização exata e as condições do helicóptero não foram divulgadas. Segundo a IRNA, com base em informações de moradores da região, o helicóptero caiu na região da Floresta Dizmar, situada entre Uzi e Pir Davood. Habitantes da área norte de Varzaqan, na província do Azerbaijão Oriental, relataram ter ouvido sons vindos da vizinhança.
Às 21h46, a mídia iraniana informou que o helicóptero havia sido localizado. O Crescente Vermelho negou a informação.

## Resgates
O incidente foi descrito como um catrapo (pouso forçado) pela mídia iraniana. O Major-General Mohammad Bagheri, chefe do Estado-Maior das Forças Armadas da República Islâmica do Irão, ordenou a todos os setores que mobilizassem todos os seus recursos para operações de resgate. A forte neblina afetou as operações de busca e resgate em Varzaqan. De acordo com o The Guardian, esperava-se que as equipes de busca e resgate chegassem ao local do acidente às 20h. Às 20h39, as forças iranianas estavam perto do local do acidente. Quarenta equipes de resgate do Crescente Vermelho Iraniano, com o apoio de drones, foram enviadas para a área do acidente. De acordo com o The Guardian, as autoridades fizeram contato com um passageiro e um membro da tripulação.
O Irã solicitou à Turquia um helicóptero de busca e salvamento com visão noturna, de acordo com o chefe da agência turca de gestão de desastres AFAD. A Turquia também se comprometeu a enviar 32 equipes de resgate e seis veículos.
O governo iraniano cancelou uma reunião de gabinete. Membros e funcionários do alto escalão do Conselho Supremo de Segurança Nacional viajaram para Tabriz.
Uma autoridade iraniana confirmou à agência Reuters que as equipes de resgate estavam com dificuldades para chegar ao local do incidente. O responsável iraniano que falou com a agência também afirmou que as vidas de Raisi e Amir-Abdollahian estavam "em risco após a queda do helicóptero" e que "embora ainda tenhamos esperança, as informações provenientes do local do acidente são muito preocupantes". Um repórter local também relatou que, apesar das equipes de resgate terem chegado à área próxima ao acidente, a busca se tornou difícil devido à chuva na área e à lama decorrente da forte precipitação.
Posteriormente, foi confirmado que todos morreram no acidente.

## Vítimas
| Vítima                          | Cargo / Função                                                | Idade | Ref.   |
| ------------------------------- | ------------------------------------------------------------- | ----- | ------ |
| Ebrahim Raisi                   | Presidente do Irã                                             | 63    | [ 26 ] |
| Hossein Amir-Abdollahian        | Ministro das Relações Exteriores do Irã                       | 60    | [ 26 ] |
| Malek Rahmati                   | Governador da província iraniana do Azerbaijão Oriental       | 41–42 | [ 26 ] |
| Aiatolá Mohammad Ali Ale-Hashem | Representante do Líder Supremo do Irão no Azerbaijão Oriental | 61–62 | [ 26 ] |
| Sardar Seyed Mehdi Mousavi      | chefe da guarda de Ebrahim Raisi                              |       | [ 26 ] |
| Coronel Seyed Taher Mostafavi   | piloto do helicóptero                                         |       | [ 26 ] |
| Coronel Mohsen Daryanush        | co-piloto do helicóptero                                      |       | [ 26 ] |
| Major Behrouz Ghadimi           | técnico de vôo                                                |       | [ 26 ] |

## Reações

### No Irã

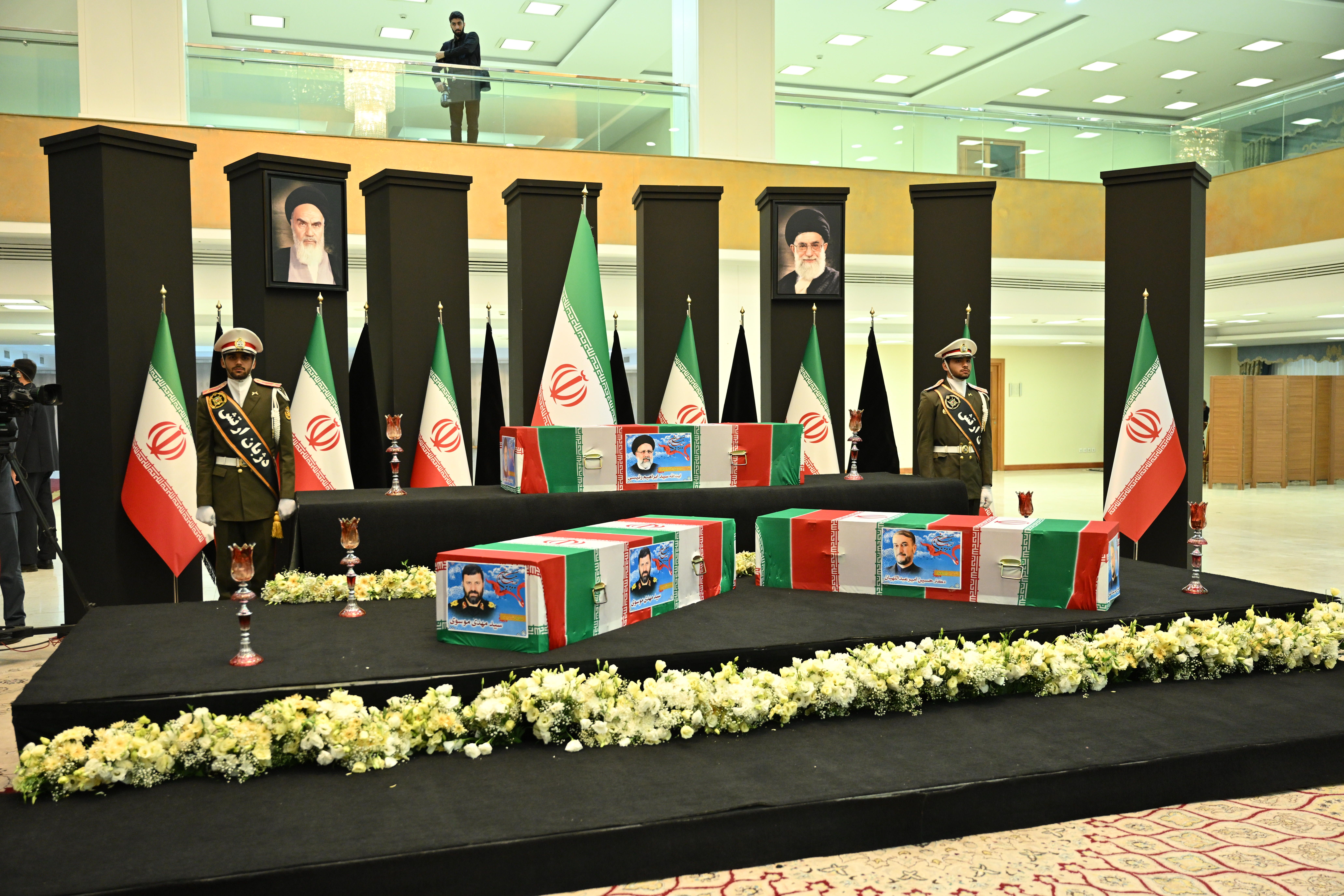
Cerimônia de despedida de Ebrahim Raisi, Teerã, 22 de maio de 2024.

O Líder Supremo Ali Khamenei, ao pedir à nação que reze, disse que "se o povo do Irã não se preocupar, não haverá interrupção no trabalho do país". Orações por Raisi foram realizadas em cidades de todo o país. A televisão estatal as transmitiu e a Agência de Notícias Fars as incentivou. Vídeos de pessoas celebrando e lançando fogos de artifício começaram a circular nas redes sociais.
O governo iraniano cancelou uma reunião de gabinete. Altos funcionários e membros do Conselho Supremo de Segurança Nacional viajaram para Tabriz.

### Internacionais
O Departamento de Estado dos Estados Unidos afirmou estar ciente do incidente. O presidente dos Estados Unidos, Joe Biden, foi informado, de acordo com a Casa Branca.
Janez Lenarčič, Comissário Europeu para a Gestão de Crises, anunciou que a União Europeia ativaria o Serviço de Gestão de Emergências Copernicus (mapeamento rápido por satélite) a pedido do Irã. Armênia, Azerbaijão, Iraque, Turquia e Rússia ofereceram ajuda para a busca.
Mensagens de apoio e ofertas de ajuda vieram do Primeiro Ministro indiano Narendra Modi, do Primeiro Ministro paquistanês Shehbaz Sharif, do Presidente turco Recep Tayyip Erdoğan, e dos Ministérios das Relações Exteriores do Afeganistão, Kuwait, Rússia, Arábia Saudita e Catar.